# Eastlake Park Scenic Railway
| Eastlake Park Scenic Railway                       | Eastlake Park Scenic Railway |
| -------------------------------------------------- | ---------------------------- |
| Dampflok Nr. 1903 der Eastlake Park Scenic Railway |                              |
| Streckenlänge:                                     | 1 km                         |
| Spurweite:                                         | 457 mm                       |
| Maximale Neigung:                                  | 70 ‰                         |
|                                                    |                              |

Die Eastlake Park Scenic Railway war eine 984 m (3229 Fuß) lange Parkeisenbahn im Maßstab 1:3 mit der Spurweite von 18 Zoll (457 mm), die vom 19. Mai 1904 bis 11. Mai 1905 im heutigen Lincoln Park in Los Angeles in Kalifornien in Betrieb war.

## Streckenverlauf

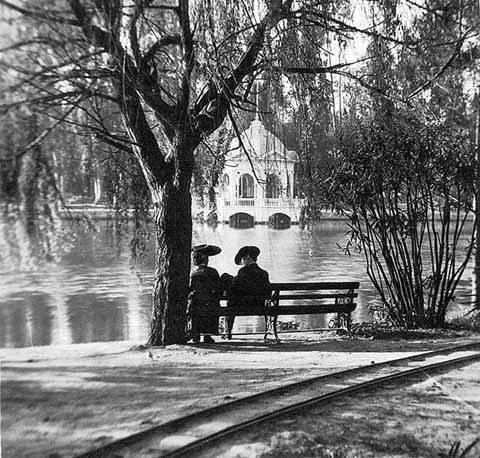
Streckenverlauf am See

Die knapp einen Kilometer lange Schmalspurbahnstrecke führte vom Seeufer zu den Hügeln im Eastlake Park, dem heutigen Lincoln Park. Sie begann an der Lakeside Station am Haupteingang des Parks. Von dort führte das Gleis über eine Stahl- und Betonbrücke über einen Seitenarm des Sees in eine Pampasgras-Pflanzung. Nach einer Kurve verlief die Strecke entlang der Grenze des Parks und dann entlang der Gleise der Southern Pacific Railroad über eine mit großen Fächerpalmen bewachsene Zufahrt. Sie schlängelte sich durch einen kleinen Wald von  subtropischen Gehölzen und erreichte am Rand der bewaldeten Hügel die Hillside Station. 
Hier lag der Lokomotivschuppen und ein Ausweichgleis, über das die Lokomotive vor der Rückfahrt an das andere Ende des Zuges gesetzt werden konnte. An der Hillside Station gab es auch einen Wasserturm, einen Heizöltank und ein Abstellgleis sowie ein Fahrkartenverkaufshäuschen. 
Es gab 5 Weichen. Die Schienen hatten ein abgeflachtes T-förmiges Vignol-Profil und ein Gewicht von 8 lbs/yard. Einschließlich aller Abstellgleise war die Strecke 1.045 m lang (3429 Fuß) lang. Es wurden über 1700 Schwellen verbaut. Die engste Kurve hatte einen Radius von 16,5 m (54 Fuß). Die Hillside Station lag 5,4 Höhenmeter (17 Fuß 9 Zoll) oberhalb der Lakeside Station und die steilste Neigung betrug auf einem 9 m (30 Fuß) langen Abschnitt 7 %.

## Geschichte

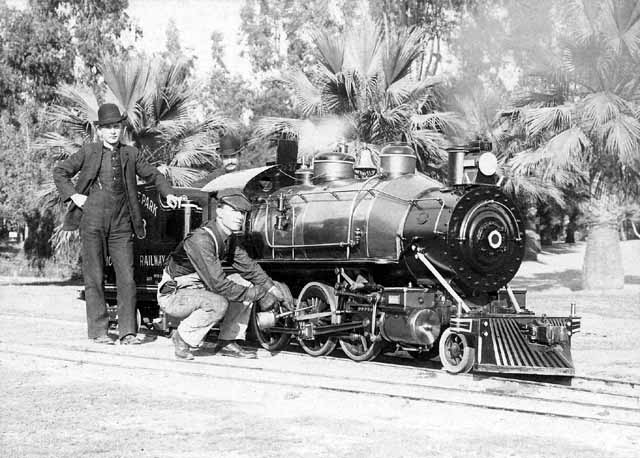
John J. Coit als Schaffner am Tender und ‚Shorty‘ Chase als Lokführer im Führerstand (beide mit Melonen) sowie ein Heizer (mit Schirmmütze)

John J. Coit errichtete die Parkeisenbahn am See und konstruierte die Dampflokomotive. Er hatte früher als Mechaniker-Meister bei den Johnson Machine Works gearbeitet und danach die Long Beach and Asbury Park Railway  erbaut und betrieben. Da er zum Zeitpunkt der Lokomotivkonstruktion seit zwei Jahren körperbehindert war, legte er auf Bedienfreundlichkeit größten Wert. Er war mit dem kleinwüchsigen ‚Shorty‘ Chase befreundet, der auf allen von Coits betriebenen Eisenbahnen, im eleganten Anzug mit Melone als Schaffner arbeitete.
Abbot Kinney, der Venice of America entwickelt hat, war von der Parkeisenbahn begeistert und beauftragte Coit, für ihn die Venice Miniature Railway auf  dem Neubaugelände von Venice Beach bei Los Angeles zu errichten. Wegen Lieferverzögerungen bei den dafür bestellten Lokomotivneubauten und weil am 11. Mai 1905 aufgrund von politischen Änderungen die Betriebserlaubnis im Eastlake Park erlosch, transportierte Coit seine Dampflok No 1903 vorübergehend nach Venice, um bei der Eröffnung des Erholungsgeländes am 4. Juli 1905 die neu errichtete Parkeisenbahn betreiben zu können.
Coit kam 1908 nach einem Rechtsstreit mit Kinney zum Eastlake Park zurück und betrieb dort für etwa zwei Jahre bis etwa 1910 seine Lok No 1903 mit drei Wagen. Danach transportierte er die Bahn zur Urbita Hot Springs Railway.

## Lokomotive

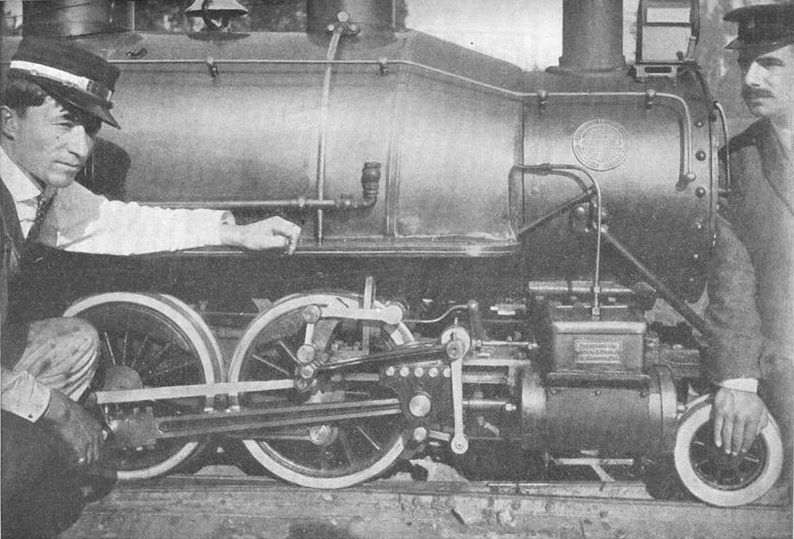
Coit (links) zeigt seine innovative und leicht zugängliche Ventilsteuerung ohne Exzenter

Die ölgefeuerte Dampflokomotive Nr. 1903 mit einer Länge über Kupplung von 19 Fuß (5,80 m) und einer Höhe von der Schienenoberkante bis zur Schornsteinoberkante von 1295 mm (51 Zoll) hatte die Achsfolge 2-6-0. Diese Lok besaß einige technische Innovationen, wie Ventileinstellung ohne Exzenter, die das Einstellen und die Wartung der Ventile wesentlich vereinfachten. Die Lok besaß automatische Kupplungen und einen von John Coit zum Patent angemeldeten Öl-Brenner.
Die Lok wog zusammen mit dem Tender 3.628 kg (8000 lbs) und ohne Tender 2.328 kg (5.134 lbs). Der Tender konnte 780 l (206 Gallonen) Wasser und 322 l (85 Gallonen) Heizöl aufnehmen. Das Gewicht der Lok wurde auf drei gekuppelte Antriebsachsen mit einem Durchmesser von 463 mm (18¼ Zoll) und eine Vorläufachse, deren Räder einen Durchmesser von 254 mm (10 Zoll) hatten, auf die Schienen übertragen. Der Kessel vom Typ Vanderbilt hatte bei einem Höchstdruck von 10 bar (150 psi) eine Leistung von 25 PS. Die Zylinder maßen 5×7 Zoll bei einem Hub von 1 Zoll. Die Lok hatte dadurch eine Zugkraft von 4,8 kN (1076 Pfund).

## Personenwagen
Die gefederten Personenwagen mit zweiachsigen Drehgestellen hatten jeweils zehn Sitzplätze und waren 4,26 m (14 Fuß) lang und 0,96 m (38 Zoll) breit. Sie wogen jeweils 680 kg (150 lbs) und waren beidseitig mit Coits automatischen Kupplungen ausgestattet.